# Calédonienne des eaux
La Calédonienne des eaux (CDE) est une société anonyme, filiale du groupe Suez. Il s'agit d'une entreprise de production, adduction et distribution d'eau potable et d'assainissement titulaire des concessions pour ces services publics dans les communes du Grand Nouméa (Nouméa, Mont-Dore, Dumbéa et Païta), La Foa et Boulouparis en Province Sud, et Koumac en Province Nord.

## Historique
La Calédonienne des eaux a été créée en 1989 sous le nom de Société calédonienne des eaux (SCE), lorsque la ville de Nouméa et l'une de ses communes de banlieue, Dumbéa, décident de déléguer leurs services de l'eau potable et de l'assainissement (opérés auparavant par la Régie des eaux de la ville de Nouméa, y compris en grande partie pour le réseau de Dumbéa) à une entreprise privée. Elle obtient également la concession de la gestion du barrage du cours supérieur de la Dumbéa. En 1995, cette société, désormais filiale de la Lyonnaise des Eaux, prend son appellation commerciale actuelle.
Le 1er octobre 1998, le groupe Suez, nouveau propriétaire de la Lyonnaise des Eaux, décide de réorganiser ses activités en Nouvelle-Calédonie en les répartissant en fonction de ses différentes filiales par secteurs : la Calédonienne des eaux doit ainsi devenir le pôle pour les services en eau et assainissement et se voit donc transférer les contrats de distribution en la matière d'Électricité et eau de Calédonie (EEC, elle aussi ancienne composante de la Lyonnaise des Eaux). Les communes du Mont-Dore et Païta, dans la banlieue de Nouméa, mais aussi Boulouparis et La Foa dans la partie rurale (dite « Brousse ») de la Province Sud et Koumac dans le Nord, rejoignent ainsi le réseau de la Calédonienne des eaux.
Pour répondre à l'explosion urbaine de l'agglomération nouméenne et pallier les différentes périodes de sécheresse estivales, les communes du Grand Nouméa ont lancé ensemble, en 1998, la construction d'un « Grand Tuyau » de 46 km de long et de 1 m de diamètre acheminant l'eau depuis des stations de pompage par puits de forage sur le cours souterrain du fleuve de la Tontouta, s'ajoutant à la production du barrage de la Dumbéa. Ce « grand tuyau » est installé à partir de 2000 le long de la RT1 (grand route de la côte ouest de la Grande Terre) et de la Voie express 2 et est géré, avec les stations de pompage, par la Société anonyme des eaux de Tontouta (SADET), filiale de la Calédonienne des eaux.

## Activités
La Calédonienne des eaux assure la concession de service public pour l'eau potable (production, adduction, distribution, raccordement, entretien et exploitation du réseau, épuration) et l'assainissement dans 7 des 33 communes de Nouvelle-Calédonie (Nouméa, Mont-Dore, Dumbéa, Païta, La Foa, Boulouparis et Koumac).

### Captage et adduction d'eau potable
La Calédonienne des eaux gère en concession, depuis la création de la société, le barrage de la Dumbéa (construit entre 1951 et 1953 à la place d'un premier barrage datant pour sa part de la fin du XIXe siècle, puis surélevé en 1971-1972). Celui-ci dispose d'une réserve d'eau de 650 000 m3 et permet d'alimenter historiquement une grande partie des communes de Dumbéa et de Nouméa, puis des autres composantes du Grand Nouméa, ainsi que l'usine de la Société Le Nickel (SLN) de Doniambo. La première conduite, de 50 cm de diamètre, suivait le chemin de l'ancienne ligne de chemin de fer Nouméa-Païta (dit aussi « Petit train de la mine ») et était acheminée via la station du Mt Té, et la seconde aménagée à partir de 1971, d'un diamètre d'1 m, bénéficiait à l'origine de deux stations de pompage supplémentaires le long du cours de la Dumbéa (aux lieux-dits du Trou des Nurses et du Val-Fleuri, toujours à Dumbéa).
Le « Grand Tuyau » ou « Aqueduc » aménagé entre la Tontouta et Nouméa entre 1998 et 2000, long de 46 km et d'1 m de diamètre, offre un apport d'urgence en cas de sécheresse et pour répondre à l'accroissement de l'agglomération (doit servir à l'approvisionnement de la Zac de Dumbéa-sur-mer en développement).
Pour les autres communes, la production d'eau potable est essentiellement issue de stations de captage sur leurs réseaux hydrographiques et/ou par pompage dans les nappes phréatiques.

### Collecte et épuration des eaux usées
La Calédonienne des eaux traite les eaux usées d'environ 115 000 habitants. Elle gère 10 stations d'épurations sur le Grand Nouméa : 
- 2 aux normes ISO 14001 depuis 2003 dans les quartiers de[1] :
  - Koutio (Dumbéa),
  - Yahoué (Mont-Dore),
- 3 équipées de bioréacteurs à membranes en développement dans les quartiers de[1] :
  - Boulari (Mont-Dore),
  - Centre-ville de Nouméa (station « James Cook »),
  - la baie de Sainte-Marie (sud de Nouméa),
- 5 en exploitation à Nouméa dans les quartiers de[7] :
  - Rivière-Salée (nord),
  - l'Anse Vata (sud),
  - Magenta (est),
  - Tindu (ouest),
  - Kaméré (ouest).

### Assainissement et qualité de l'eau
Un laboratoire d'analyse, certifié ISO 9002 depuis 1998, contrôle à l’aide de capteurs électroniques et d’échantillons prélevés sur les réservoirs et sur les réseaux, la qualité de l'eau potable distribuée ainsi que l'impact environnemental des eaux usées. Il est situé au siège social de l'entreprise, dans le quartier du Sixième kilomètre (PK 6) au nord-est de Nouméa.

### Services clientèles
Il y avait en 2009 sur le Grand Nouméa 48 191 abonnés à la Calédonienne des eaux, pour une consommation de 18,244 millions de m3 environ par an (soit une moyenne de 379 000 m3 par abonné). En 2004, la population des résidences principales disposant d'une alimentation individuelle en eau dans les 7 communes desservies par la société était de 149 840 personnes, pour un total de 154 240 habitants, soit un taux de couverture de 97,15 %. L'entreprise estime de plus assurer le service d'assainissement pour 115 000 individus.
Son rapport de proximité avec les usagers est organisé autour de six agences territoriales : à Nouméa-PK6 (au siège social, centre pour Nouméa et Dumbéa), au Mont-Dore (quartier de Robinson), et dans les villages-centres de Païta, La Foa, Boulouparis et Koumac.

### Entretien du réseau
La délégation de service implique l'entretien du réseau et de ses infrastructures, mais aussi l'assistance aux particuliers ou entreprises à travers des diagnostics, des solutions de traitement des eaux, la conception et la réalisation d’unités de traitement, la recherche de fuites ou encore l'inspection du réseau.

## Effectifs
La Calédonienne des eaux emploie environ 230 collaborateurs.